# Керолін Шулер
Керолін Шулер (англ. Carolyn Schuler, 5 січня 1943 — 22 липня 2024) — американська плавчиня.
Олімпійська чемпіонка 1960 року.